# Junction City (Missouri)
Junction City è un villaggio degli Stati Uniti d'America, situato nello Stato del Missouri, nella contea di Madison.